# های۵
های۵ (انگلیسی: Hi5) یک سایت شبکه اجتماعی مستقر در سان فرانسیسکو، کالیفرنیا است. در سال ۲۰۰۳ تأسیس شد، این شبکه در سال ۲۰۰۷ بعنوان دومین شبکه بزرگ اجتماعی بعد از مای اسپیس و در سال ۲۰۰۸ بعنوان سومین سایت شبکه‌های اجتماعی محبوب در بین بازدید کنندگان ماهانه بعد از فیس بوک و مای اسپیس قرار گرفت.